# Замок Адзути
Замок Адзути (яп. 安土城 Azuchi-jō) — замок в Японии.
Замок Адзути был построен в 1579 году за 3 года, на холме высотой 110 м, около озера Бива, и находился от столичного Киото на расстоянии 14 ри (около 55 км). Его воздвиг Ода Нобунага в провинции Оми (ныне префектура Сига), в центральной части острова Хонсю. Главная башня представляла собой семиярусный донжон. В помещениях замка стены, потолки и опоры были оклеенны золотой фольгой, украшены чёрным и красным лаком, резьбой по дереву.

## История

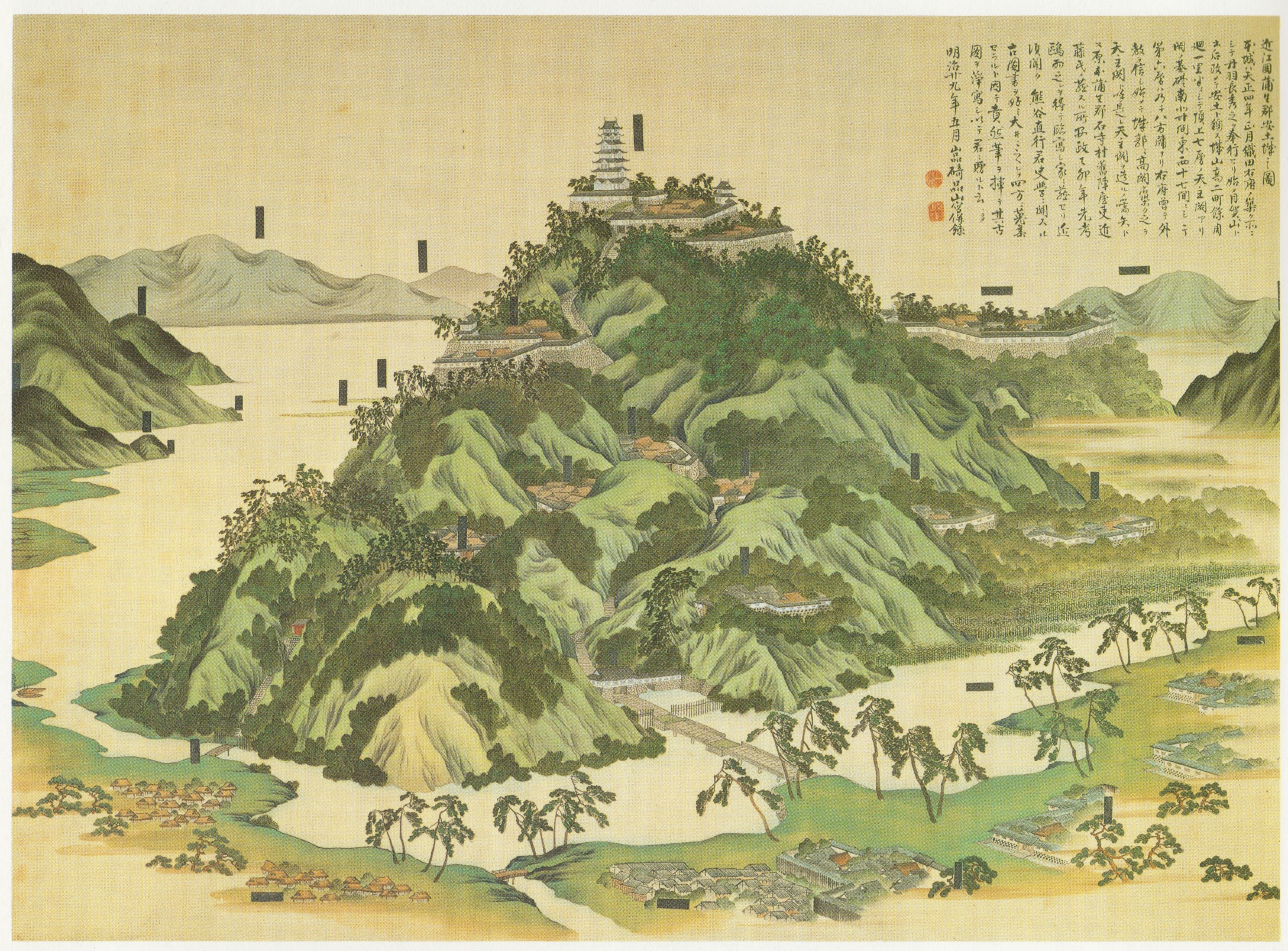

Во время своих завоеваний Ода Нобунага отметил отдельное стратегическое значение озера Бива. Во-первых, это озеро фактически находилось в центре Японии, что сильно облегчало задачу Ода Нобунага по объединению страны: контроль над центром означал и контроль над столицей, в которой располагался императорский двор. Во-вторых, озеро Бива — это самый большой пресноводный водоём в Японии, снабжавший пресной водой все близлежащие провинции, а значит контроль над ним имел важность с точки зрения военного снабжения. Более того, расположение замка Адзути должно позволяло Ода Нобунага осуществлять контроль над всеми коммуникациями и передвижениями войск своих главных противников: кланов Уэсуги, Такэда, и Мори, поскольку замок Адзути располагался в непосредственной близости от путей, которые в период Эдо будут преобразованы в две из Пяти главных дорог страны — Токайдо и Накасэндо.

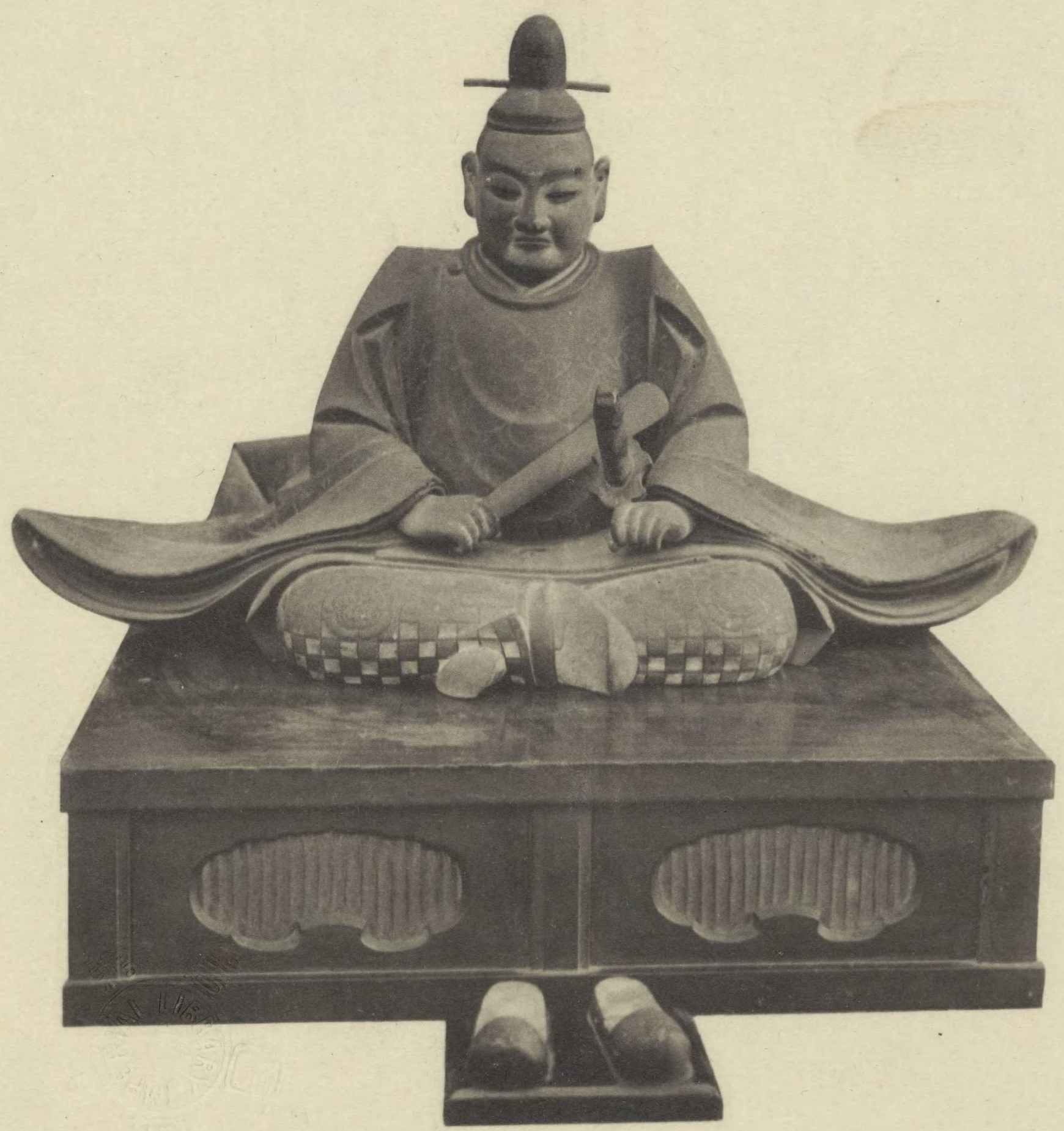
Отец Оды Нобунаги, Ода Нобухидэ

Нобунага поручил строительство замка своему человеку Окабэ Матаэмону, до этого завоевавшего доверие Нобунаги строительством огромного по размерам (59 метров в длину, 13 в ширину) корабля, сконструированного специально для обеспечения контроля над озером Бива. В 1576 году началось строительство замка Адзути. Ода Нобунага решил возвести замок с крепостными стенами сделанными из камня, что являлось инновацией в японском замковом строительстве. Поражала и высота стен — семь метров, самые высокие крепостные стены из существовавших тогда в Японии. Для строительства таких массивных стен требовались огромные каменные глыбы, свозимые вассалами Нобунаги со всей страны. Причиной для этого стало появление в Японии огнестрельного оружия и всё более активное применение артиллерии, из-за чего традиционные японские замки того времени, где использовались землебитные стены высотой до 3 метров, становились устаревшими и уязвимыми. Главная башня тэнсю высотой достигала 46 метров, имела восьмиугольное основание и семь уровней-этажей, шесть из которых были надземными и один находившийся под землёй.

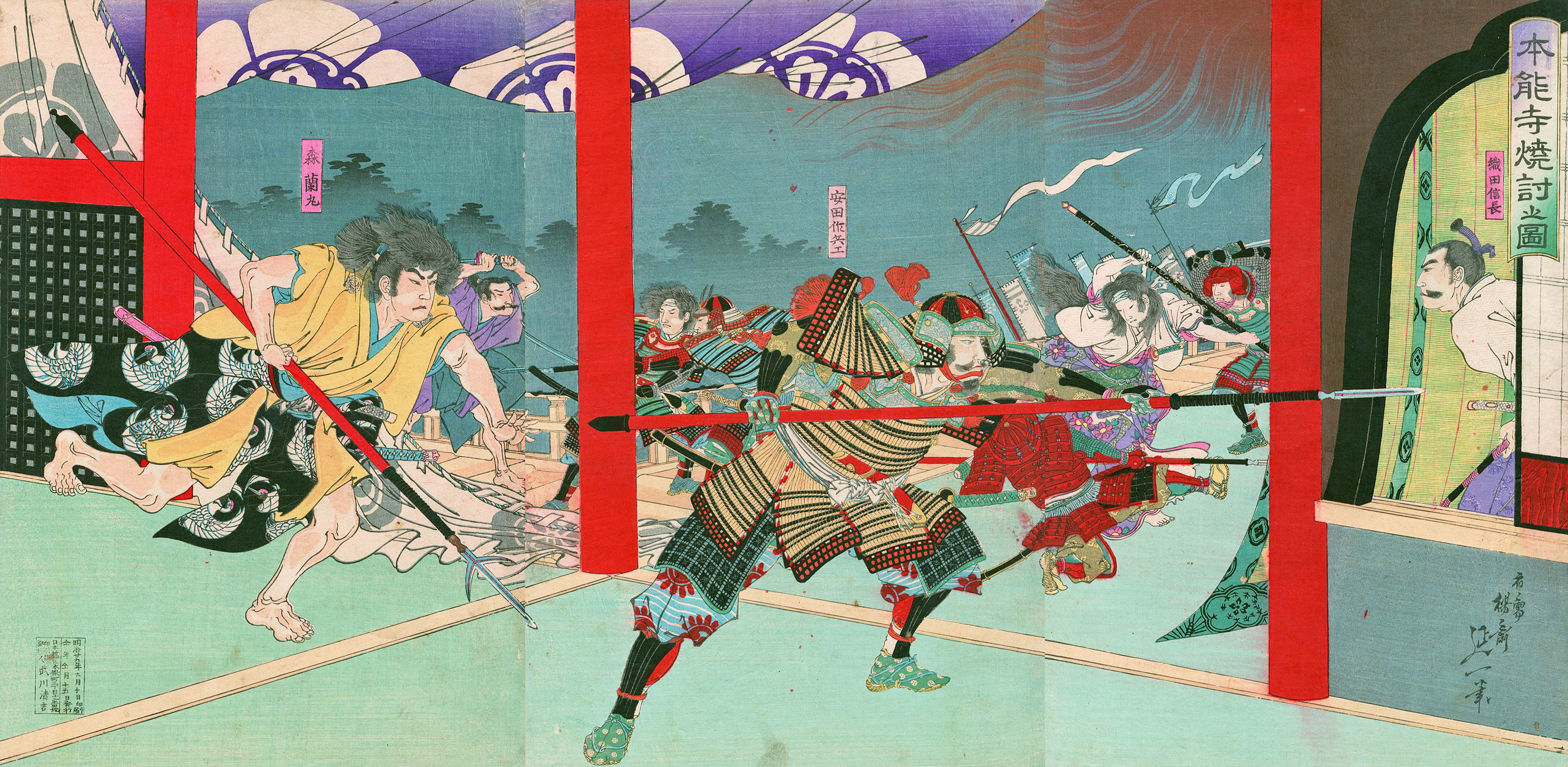
Нападение Акэти Мицухидэ на храм Хонно-дзи. Художник Ёсай Нобукадзу, гравюра периода Мэйдзи

Существовала легенда, что в какой-то момент вассалы устали поставлять камни для строительства крепостных стен, заявив, что подходящих по размеру камней больше не осталось. Тогда Нобунага приказал своим людям отправиться на могилу своего отца и выкопать оттуда могильный камень, который затем был использован для строительства крепостных стен. Испугавшись, что подобная же участь постигнет и могилы их предков, вассалы Нобунаги стали поставлять камни в ещё большем объёме, чем прежде.
21 июня 1582 года Ода Нобунага был предан и убит своим вассалом Акэти Мицухидэ в Киото в храме Хонно-дзи. После этого замок был захвачен войсками Акэти Мицухидэ и сожжён дотла, просуществовав чуть менее трёх лет.

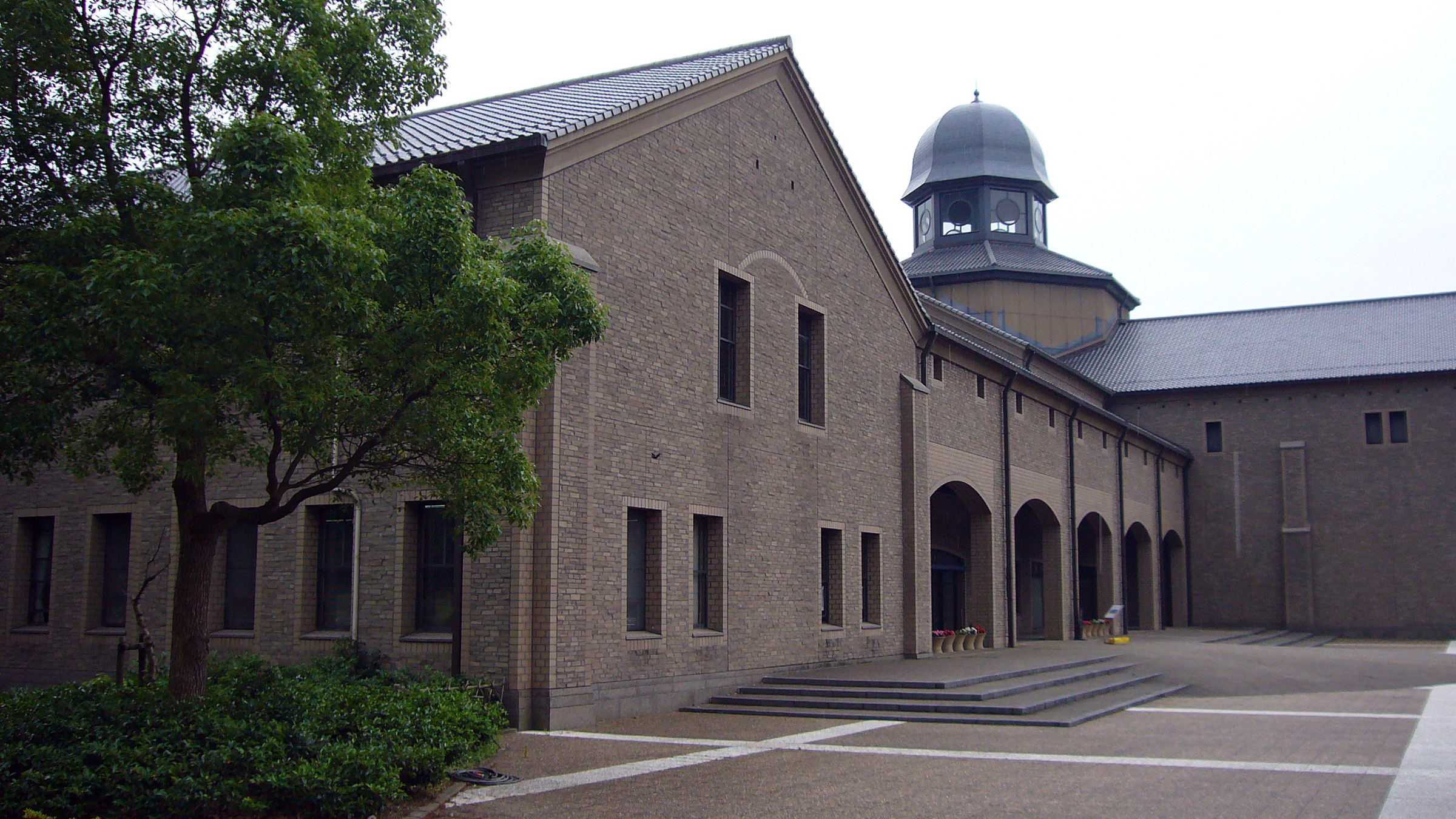
Археологический музей, посвящённый замку Адзути, префектура Сига

Замок Адзути был реконструирован в 1992 году. В 1994 году на руинах замка был открыт археологический музей Адзути, где с помощью компьютерной анимации возможно увидеть изображение замка близкое к оригинальному.

## Устройство замка

### Укрепления
Крепость была одним из первых замков вида хираяма-дзиро (яп. 平山城), отличавшихся от наиболее распространённых в тот момент замков горного типа яма-дзиро (яп. 山城) своим расположением: они находились не высоко в горах, а чаще всего на холмах или на низкогорье. Замок располагался на горе Адзути и имел мощные природные укрепления в виде озера и окрестных гор. Со стороны озера замок был неприступен — его высота над уровнем озера Бива достигала 200 метров. Со стороны суши замок был надёжно защищён семиметровыми каменными стенами и системой глубоких рвов. Замок строился с учётом появления в Японии огнестрельного оружия и артиллерии — основания стен дополнительно укреплялись, а высота башен увеличивалась для более удобного ведения огня.
Внутреннее устройство замка представляло собой четыре крепости, находившиеся одна в другой. Все четыре крепости обладали разной формой, таким образом, образуя не просто несколько колец обороны, а запутанную систему проходов, ведущих к главной башне — тэнсю. Даже пробившись сквозь массивные каменные стены, противник не имел представления, в каком направлении ему двигаться дальше.

### Главная башня
Тэнсю представляла собой семиуровневую башню высотой в 46 метров. Первый уровень представлял собой подземное хранилище и фактически располагался прямо в основании башни. Само основание представляло собой каменный фундамент площадью 36,5 м² x 31 м² приблизительно в 21 метр в высоту с 60 обрамлёнными железом бойницами, которые пропускали свет внутрь и также могли использоваться во время защиты замка. Всего на первом этаже располагалось около 45 комнат. Второй уровень был своеобразным складским помещением размером примерно в 12 татами, где хранилось обмундирование для армии, боеприпасы и запас продовольствия на случай затяжной осады. Стены, потолки и опоры были отделаны золотой фольгой, украшены чёрным и красным лаком, резьбой по дереву. На третьем уровне располагались спальни для придворных общей площадью примерно в 100 татами. Четвёртый уровень был отведён отдельно под японский сад. Назначение пятого и шестого этажа точно неясно, однако известно, что на шестом уровне находилось четыре октагональных помещения, в углах которых находились столбы, так же украшенные золотой фольгой и красным лаком (на пятом этаже, напротив, подобный орнамент отсутствовал). Наконец, на седьмом уровне располагалась богато украшенная главная смотровая площадка размером в 18 татами.

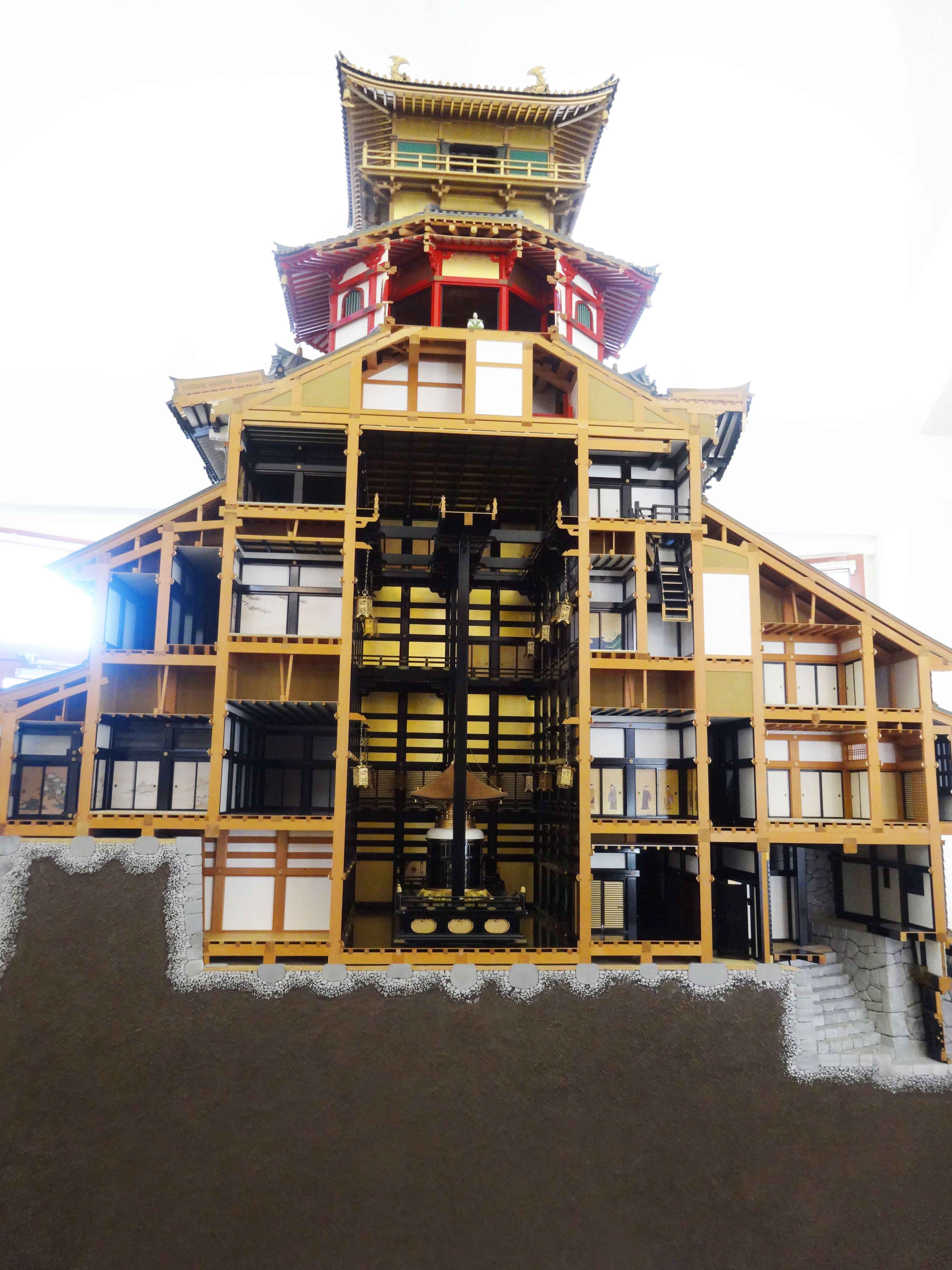
Модель главной башни (тэнсю) замка Адзути

### Призамковый город
Чтобы сделать замок Адзути не просто своей главной цитаделью, но и местом процветающей торговли, Ода Нобунага решил начать постройку городских районов за крепостными стенами. Для того, чтобы привлечь людей (в первую очередь, торговцев) в этот город, Нобунага в 1577 году издал указ, в котором торговля в Адзути объявлялась свободной от налогов. Помогало и расположение Адзути рядом с главными торговыми путями Японии. Несмотря на то, что войска Акэти Мицухидэ не стали уничтожать город, он вскоре пришёл в запустение в связи с утратой городом своего политического и экономическое значения.

## Замок сегодня
От оригинального замка Адзути остался лишь фундамент — всё остальное было разрушено. Однако сейчас там открыт археологический музей, где с помощью технологий компьютерной анимации есть возможность увидеть, как крепость выглядела до разрушения. На месте той части Адзути, где находился призамковый город, сейчас находится небольшая деревня, часть жителей которой является дальними потомками людей, живших тут до осады замка 1582 года.